# Gloiothele granulosa
Gloiothele granulosa är en svampart som beskrevs av Hjortstam & Spooner 1990. Gloiothele granulosa ingår i släktet Gloiothele och familjen Peniophoraceae.   Inga underarter finns listade i Catalogue of Life.